# Templo de Seúl
El Templo de Seúl, Corea es uno de los templos construidos y operados por la Iglesia de Jesucristo de los Santos de los Últimos Días, el número 37 construido por la iglesia y el primero de Corea del Sur, ubicado en Shinchon, dentro del distrito (gu) Seodaemun-gu, una comunidad universitaria 5 km al noroeste de Seúl. 
El exterior del templo de Seúl fue construido de granito coreano, con un diseño moderno de seis pináculos, teniendo un total de 2,606 metros cuadrados de construcción y contando con cuatro salones para las ordenanzas de la investidura y tres salones para sellamientos matrimoniales.

## Historia

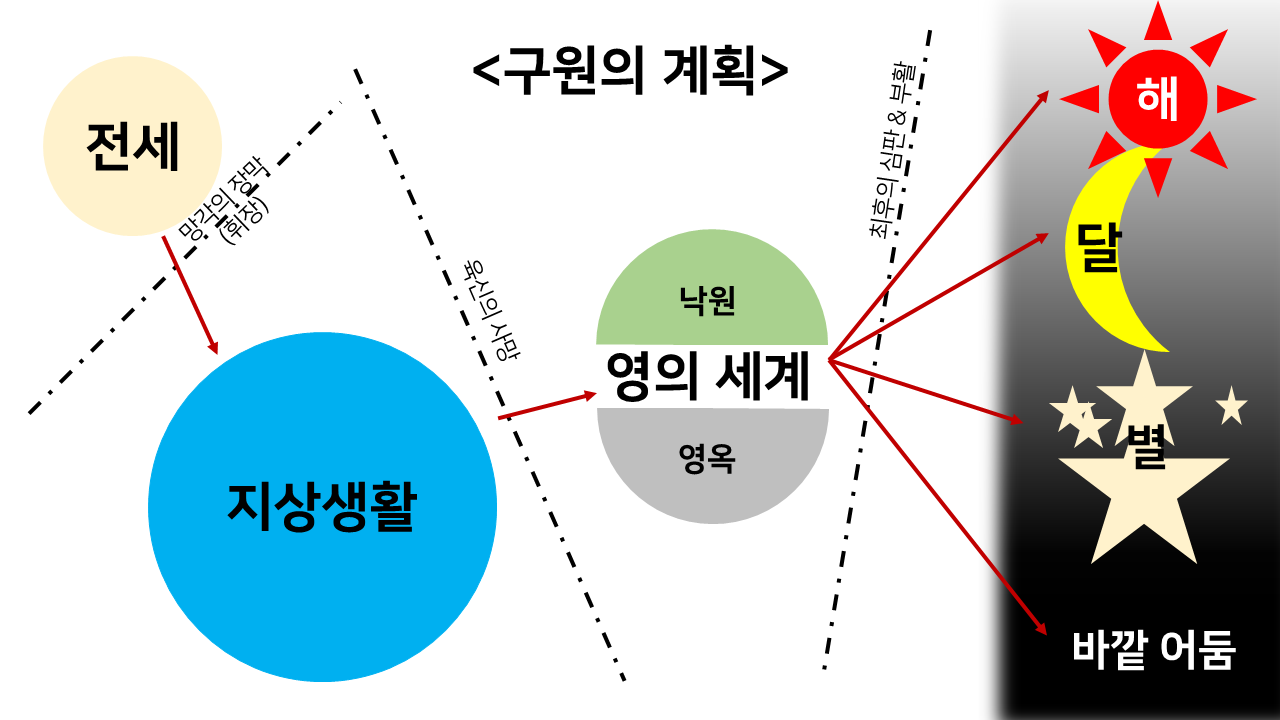
El plan de salvación

Kim Ho Jik, una figura gubernamental y educativa de alto rango, fue el primer coreano nativo en unirse a la Iglesia el 29 de julio de 1951, mientras asistía a la Universidad Cornell en Nueva York. En ese momento Corea se encontraba inmersa en la una guerra contra ejércitos comunistas, con la intervención de las Naciones Unidas. Un hijo y una hija de Kim Ho Jik fueron unos de los primeros cuatro coreanos bautizados en su tierra natal. Los militares fieles a la iglesia situados en el extranjero, principalmente provenientes de Estados Unidos, fueron los primeros en traer el mensaje restauracionista a la zona. 
Los primeros misioneros llegaron a Corea del Sur en abril de 1956, tres años después de concluir la guerra. El proselitismo de la Iglesia de Jesucristo de los Santos de los Últimos Días en Corea se vio facilitado por un funcionario gubernamental que se había unido a la iglesia mientras estudiaba en la Universidad de Cornell, Nueva York, poco antes de la guerra de Corea. La primera estaca se organizó en 1973.
Unos años después el apóstol Boyd K. Packer recibió de la sede de la iglesia la asignación de viajar a Corea del Sur y encontrar un lugar en el que construir un templo de la Iglesia de Jesucristo. Tras considerar varias localidades, Packer finalmente escogió la propiedad que la Iglesia había adquirido casi dos décadas antes. 

## Construcción
La Primera Presidencia de la iglesia restaurada anunció en la Conferencia General de La Iglesia, el 1 de abril de 1981, los planes de construir un templo en Corea del Sur. Para el momento de su anuncio, el templo de Seúl se había convertido en el primer templo de Asia sobre tierra firme, habiéndose construido 10 años antes el templo de Hawái. La ceremonia de la primera palada tuvo lugar dos años después del anuncio oficial, el 9 de mayo de 1983, siendo presidida por el apóstol mormón Marvin J. Ashton.
El templo fue construido de granito coreano con un modelo de seis pináculos y un techo que le da la apariencia de antigüedad, en simbolismo de la apariencia de otros templos religiosos del país. El interior del templo está decorado con pinturas de pincel delicado, intrincadas molduras de madera, cubiertas de pared de seda, pan de oro, grandes luminarias de techo y el mobiliario lacado en blanco con incrustaciones de madreperla. 
El templo fue construido sobre una colina con vistas a la prestigiosa Universidad de Mujeres Ewha, la Universidad de Yonsei y la Universidad de Sogang al sur, este y oeste respectivamente. Al norte se encuentra la autopista al Aeropuerto Internacional de Gimpo, el segundo aeropuerto más grande de Corea del Sur. Los patrones que viajan al templo pueden alojarse en el dormitorio de un edificio auxiliar anexo al templo.

## Dedicación
El templo de Seúl fue dedicado para sus actividades eclesiásticas en seis sesiones, del 14 al 15 de diciembre de 1985, por Gordon B. Hinckley. Con anterioridad a ello, del 26 de noviembre al 7 de diciembre de ese mismo año, la iglesia permitió un recorrido público de las instalaciones y del interior del templo al que asistieron más de 25.000 visitantes. Unos 8.000 miembros de la iglesia e invitados asistieron a la ceremonia de dedicación, que incluye una oración dedicatoria.
El Templo de Corea del Sur está ubicado en una colina con vistas a la prestigiosa Universidad Ewha Womans, la Universidad de Yonsei y la Universidad de Sogang, respectivamente al sur, el este y el oeste del templo. Hacia el norte está la autopista al Aeropuerto Internacional de Gimpo, el segundo aeropuerto más grande de Corea. Aquellos que viajan al templo desde naciones distantes pueden hospedarse en el dormitorio de un edificio auxiliar. Los alrededores del templo son apacibles y los jardines están abiertos al público general.

## Distrito del templo
El templo de Seúl es utilizado por más de 46.000 miembros repartidos en 20 estacas afiliadas a la iglesia en Corea del Sur. Las estacas de Corea se encuentran en las principales ciudades del país:
- Anyang, ciudad de 1 millón de habitantes en la provincia de Henan.
- Busán (부산광역시), la mayor metrópolis portuaria ubicada al sudeste de la República de Corea.
- Ch'ongju (청주시), capital de la provincia de Chungcheong del Norte.
- Daegu (대구 광역시), capital de la provincia de Gyeongsang del Norte.
- Daejeon, la quinta ciudad más grande del país y capital de la provincia de Chungcheong del Sur.
- Gwangju (광주), ciudad de cerca de 1.5 millones de habitantes, la sexta ciudad más poblada del país.
- Inchon, (인천) una ciudad costeña de más 2.500.000 habitantes.
- Jeonju (전주시), capital de la provincia de Jeolla del Norte y considerada capital religiosa de la Dinastía Chosŏn.
- Masan (마산만) ciudad costeña, origen del plato coreano Agujjim.
- Seúl cuenta con siete estacas, incluyendo los distritos territoriales de Dongdaemun-gu, Gangseo-gu y Yeongdong-gu, así como Suwon en las afueras de Seúl.

Otras ciudades incluyendo Gangneung, Hongseong, Jeju, Suncheon y Ulsan tienen conversos SUD pero no en números suficientes para una estaca formal. Sus fieles también acuden al templo en Seúl.